# Allan Mogensen

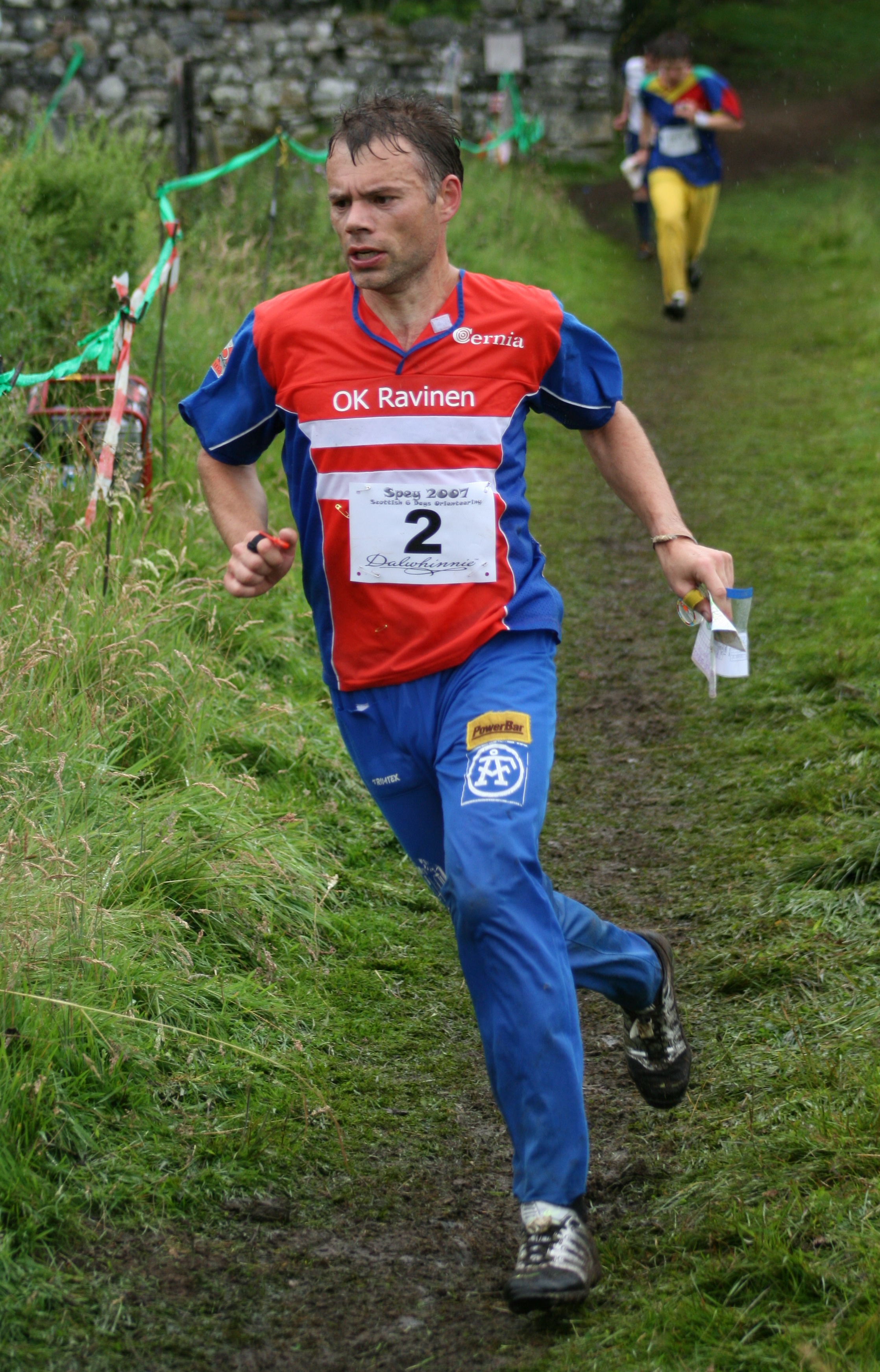
Allan Mogensen im August 2007

Allan Mogensen (* 2. November 1967) ist ein ehemaliger dänischer Orientierungsläufer. Er war 1993 Langdistanzweltmeister und 1997 Weltmeister mit der dänischen Staffel.
Mogensen gewann 1990 die Nordische Meisterschaft auf der klassischen langen Distanz. 1992 wurde er jeweils Zweiter auf der Lang- und der Mitteldistanz, außerdem gewann er das O-Ringen. Bei den Weltmeisterschaften 1993 im US-amerikanischen West Point gewann Mogensen den Titel auf der Langdistanz. 1997 gewann die Staffel Torben Skovlyst, Chris Terkelsen, Allan Mogensen und Carsten Jørgensen für Dänemark sowohl den Titel bei den Nordischen Meisterschaften als auch den Weltmeisterschaften. Während er bei Einzelentscheidungen bei Weltmeisterschaften an seinem Erfolg von 1993 nicht mehr anknüpfen konnte, hatte er 2000 noch eine gute Saison. Bei der ersten Europameisterschaft seit den 1960er Jahren belegte er Rang vier auf der Kurzdistanz. Im Gesamtweltcup kam er nach zwei gewonnenen Wettbewerben hinter Jani Lakanen aus Finnland und dem Norweger Tore Sandvik auf Platz drei.

## Platzierungen
| Weltmeisterschaften  | Sprint | Mittel | Lang | Staffel |
| -------------------- | ------ | ------ | ---- | ------- |
| 1987 Gerardmer       |        |        | 19.  | 6.      |
| 1989 Skövde          |        |        |      | 7.      |
| 1991 Marianske Lazne |        | 44.    | 35.  | 9.      |
| 1993 West Point      |        |        | 1.   | 7.      |
| 1995 Detmold         |        | 41.    |      | 7.      |
| 1997 Grimstad        |        | dsq    | 13.  | 1.      |
| 1999 Inverness       |        | 19.    | 19.  | 7.      |
| 2001 Tampere         | 16.    | 54.    | 47.  | dsq     |
| 2004 Västerås        |        |        | 14.  | 12.     |

| Europameisterschaften | Sprint | Mittel | Lang | Staffel |
| --------------------- | ------ | ------ | ---- | ------- |
| 2000 Truskawez        |        | 4.     |      | 6.      |
| 2004 Roskilde         |        | 27.    |      |         |

| Gesamt-Weltcup | Gesamt-Weltcup |
| -------------- | -------------- |
| 1996           | 13.            |
| 1998           | 31.            |
| 2000           | 3.             |
| 2004           | 65.            |